# JSON
JSON of JavaScript Object Notation, is een gestandaardiseerd gegevensformaat. JSON maakt gebruik van voor de mens leesbare tekst in de vorm van data-objecten die bestaan uit een of meer attributen met bijbehorende waarden. Het wordt hoofdzakelijk gebruikt voor uitwisseling van data tussen server en webapplicatie, als een alternatief voor XML.
JSON is oorspronkelijk ontstaan uit de scripttaal JavaScript, maar is een taalonafhankelijk dataformaat. Code voor het lezen en maken van JSON-data is beschikbaar in een grote diversiteit van programmeertalen. JSON wordt ook veel gebruikt om data te versturen en ontvangen vanuit een webgebaseerde API.

## Structuur
In JSON worden uitsluitend de volgende constructies gebruikt:
- getallen: 3.15
- strings: "dit is een string"
- de letterlijke waardes true, false en null
- array-initialisers: [ waarde , ... ]
- object-initialisers: { string : waarde , ... }

Het onderstaande voorbeeld is de JSON-weergave van een lijst met twee elementen.
Beide elementen zijn zelf een object met weer een diepere structuur.
```
[

   
{

      
"Naam"
:
"JSON"
,

      
"Type"
:
"Gegevensuitwisselingsformaat"
,

      
"isProgrammeertaal"
:
false
,

      
"Zie ook"
:[

         
"XML"
,

         
"ASN.1"

      
]

   
},

   
{

      
"Naam"
:
"JavaScript"
,

      
"Type"
:
"Programmeertaal"
,

      
"isProgrammeertaal"
:
true
,

      
"Jaar"
:
1995

   
}

]

```